# 마케도니아 정교회

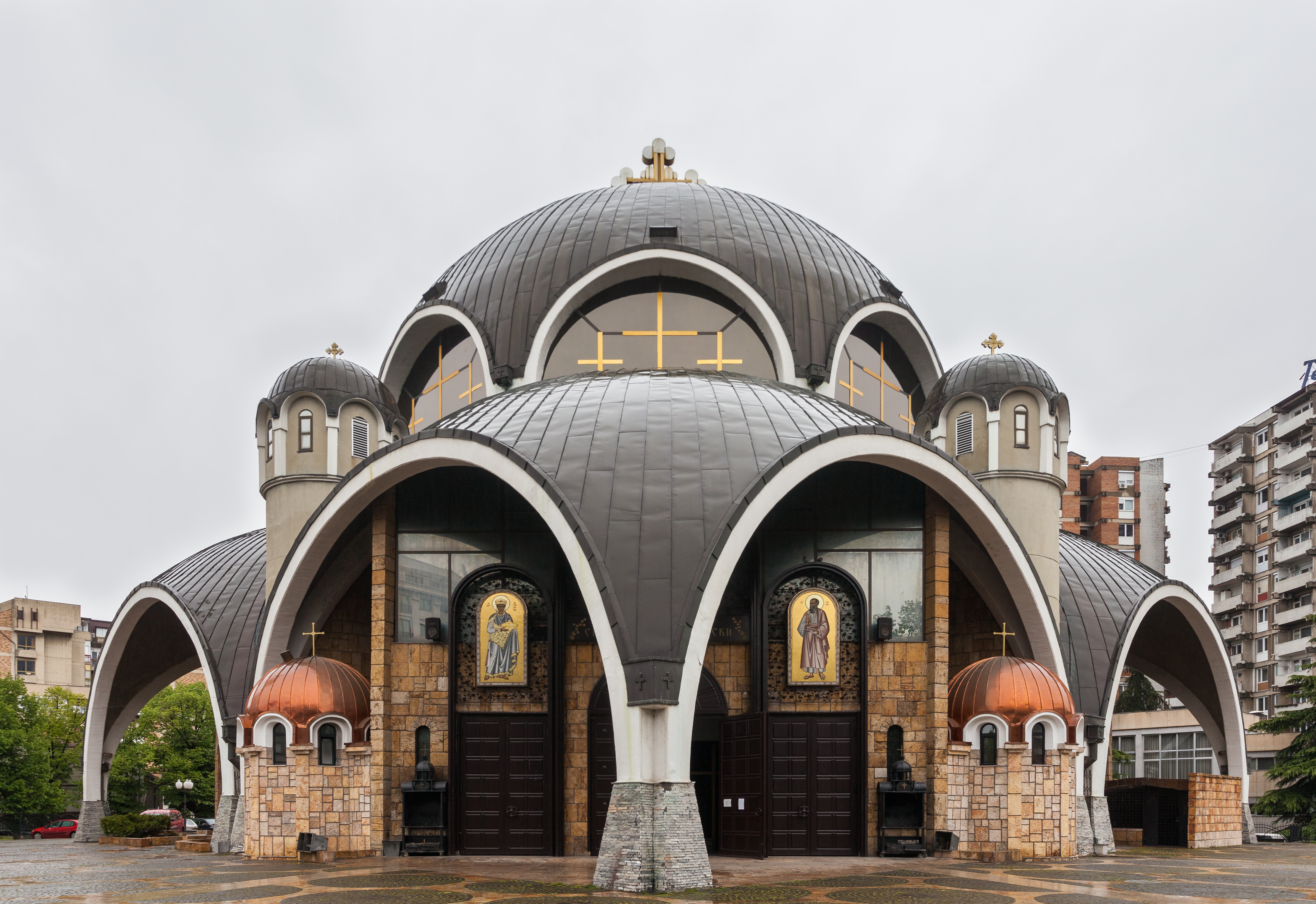

마케도니아 정교회(마케도니아어: Македонска православна црква)는 동방 정교회의 독립 교회이다. 북마케도니아에서 가장 큰 비중을 차지하는 기독교 교단이다. 마케도니아 정교회는 북마케도니아 및 북마케도니아 출신 기독교인을 대상으로 사역을 진행하고 있다.
마케도니아 정교회는 북마케도니아에서 세르비아 정교회의 자치 교회의 지위로 1967년에 설립됐지만 콘스탄티노폴리스 총대주교청 등 대부분의 동방 정교회에서 그 지위를 승인받지 못하고 있다. 그러나 마케도니아 정교회의 성체성혈성사(성찬례)의 유효성을 포함한 성사의 교회법적인 유효성에 관해서는 대부분의 정교회 교구가 인정하고 있으며, 상호 성사교류도 이루어지고 있다. 하지만 타 지역 정교회의 성직자가 마케도니아 정교회의 성직자와 공동으로 성찬예배를 거행할 수 있는지 여부는 해당 교구를 관할하는 주교의 판단에 따라 결정되고 있다.

## 같이 보기
- 동방 정교회